# 聖馬可鐘樓
45°26′02″N 12°20′20″E / 45.4340°N 12.3388°E
聖馬可鐘樓是義大利威尼斯的一座鐘樓，位於聖馬可廣場的附近，靠近聖馬爾谷聖殿宗主教座堂的前方，為威尼斯的地標之一。
聖馬可鐘樓高98.6公尺，構造簡單，下半部是由磚塊構成的巨大柱狀建築，每邊長12公尺，高50公尺；上方則為拱形鐘樓，共放置了5座鐘，拱形鐘樓的上方是方形建築，外牆分別由獅子與威尼斯的女性象徵（正義女神）所妝飾。
鐘樓的最上方則是金字塔狀的尖塔，而尖端上則放置了一個金色的天使加百利形狀的風向標。現在看到的聖馬可鐘樓造型是在1514年建造的，不過聖馬可鐘樓後來在1902年突然倒塌，後來在1912年重建完成。

## 歷史
聖馬可鐘樓的前身是在9世紀時出現的（當時的威尼斯总督是彼得羅·特里布諾），並建築在古羅馬的地基上，作為碼頭的瞭望臺，後來被包含在聖馬可廣場的範圍內。在12世紀時（當時的威尼斯公爵是多門尼克·莫內加里奥），鐘樓底部是迴廊的一部分，在當時被當成了威尼斯總督宮護衛隊的營區。這個迴廊是由聖索維諾於1549年建造完成，1663年擴建。

### 數次重建

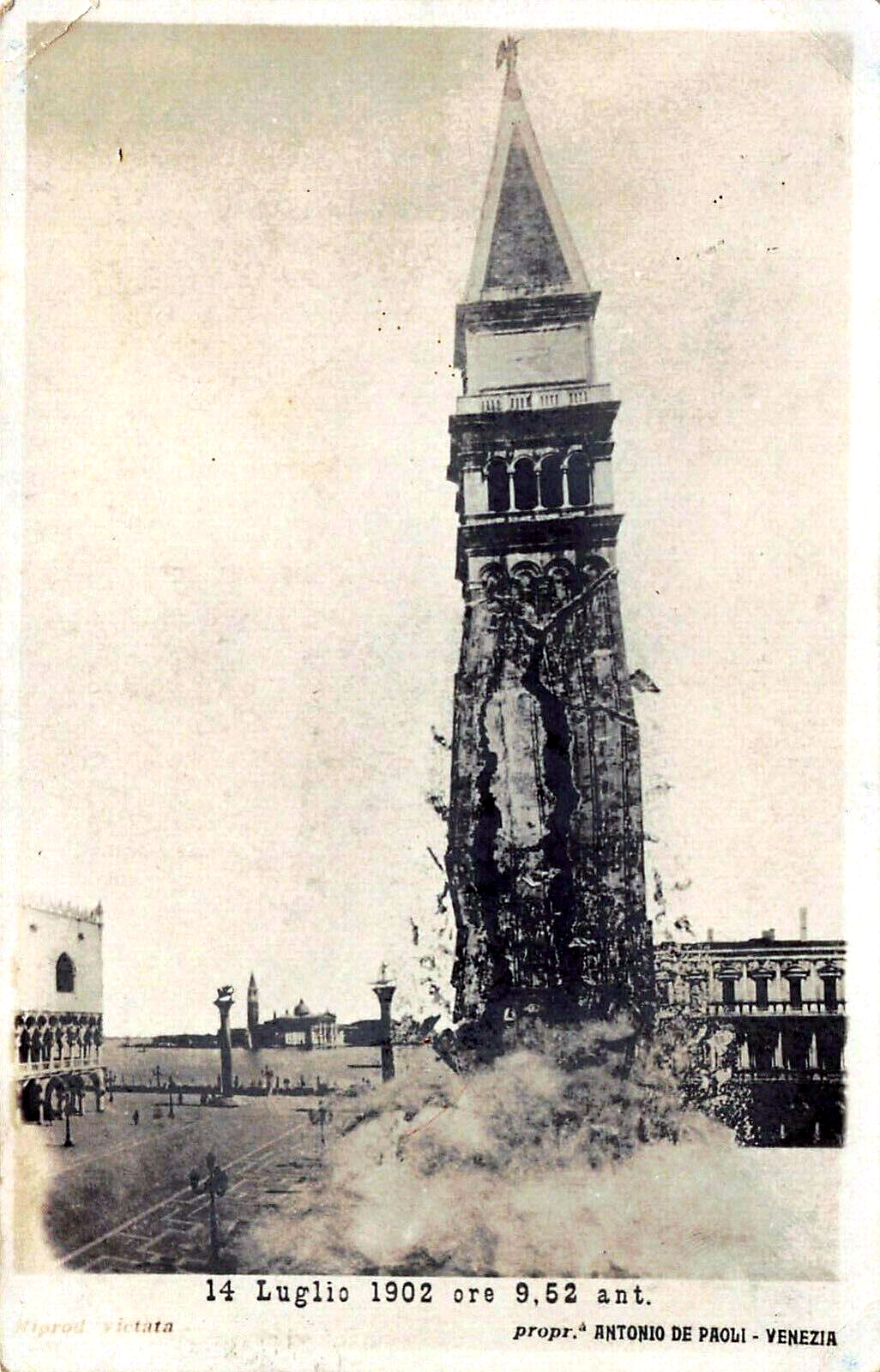
原本的聖馬可鐘樓在1902年倒塌

在1489年，一場火災對聖馬可鐘樓造成嚴重的損毀，並燒毀了鐘樓木造的尖端。而現在鐘樓的造型是在16世紀所設計的，因為當時鐘樓被1511年3月所發生的地震所毀壞。鐘樓的修復工作原先是由Giorgio Spavento負責，不過後來是在設計師彭恩（Bartolomeo Bon）的指揮下來完成。在鐘樓修復完成後，大理石的拱形鐘樓首次出現，同時在鐘塔頂樓放置了守護者聖馬可的雕塑，在天使長加百列的木製雕像被安放在鐘樓後，重建工作終於在1513年7月6日完成，歷史學家Marino Sanuto也記錄了慶祝典禮的過程。
在之後的幾個世紀中，聖馬可鐘樓多次遭遇火災的破壞。羅根納（Baldassarre Longhena）在1653年完成聖馬可鐘樓的重建。1745年4月13日發生的一次火災迫使鐘樓進行大規模的修復，並導致一些工人被掉落的石塊砸死。在1776年，鐘樓被加上了避雷針。在1820年，舊的天使長加百列雕像被Luigi Zandomeneghi替換成新的雕像。

### 倒塌與重建

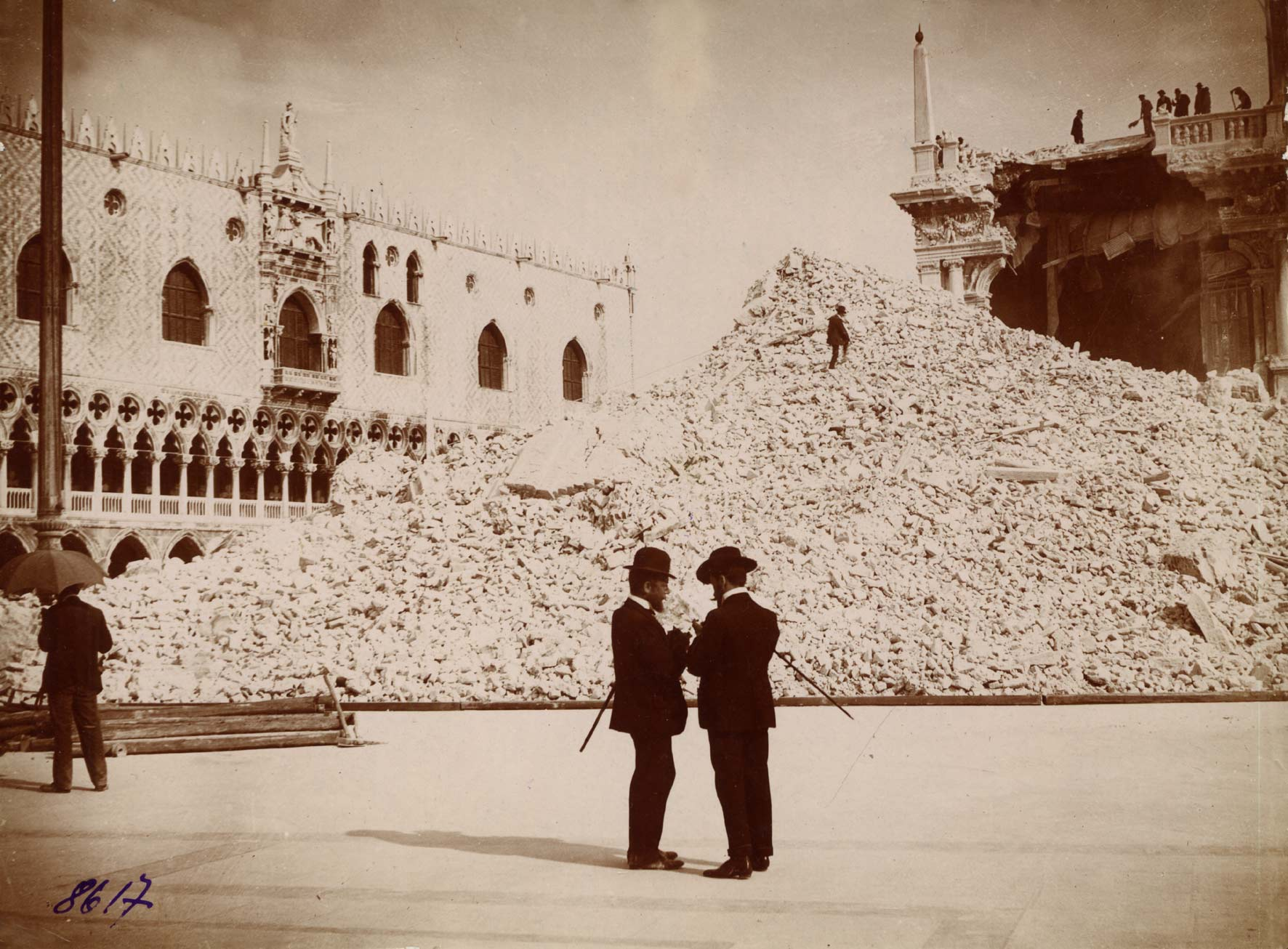
聖馬可鐘樓倒塌後的廢墟

1902年7月，聖馬可鐘樓的北面出現了開裂的徵兆，裂縫在接下來的幾天內繼續擴大，聖馬可鐘樓最終在7月14日星期一上午9點45分完全倒塌，並砸毀了下方的迴廊。幸運的是，一隻管理員的貓在事件喪生，無人傷亡。因為聖馬可鐘樓的相對位置，所以災害的損失相對較小，除了迴廊，只有威尼斯瑪西安圖書館（Biblioteca Marciana）的一角受到破壞。
在聖馬可鐘樓倒塌當天下午，共同委員會允許動用超過50萬里拉來重建鐘樓，決定依據之前的設計來重建，並在加強內部支撐以防止鐘樓再度倒塌。重建工作在1912年3月6日完成，聖馬可鐘樓在1912年4月25日正式開放，當時也是聖馬可節舉辦期間。據說聖馬可鐘樓從建造到倒塌剛好過了一千年的時間。

## 影響
聖馬可鐘樓的造型也受到世界各地廣泛的模仿，包括美國西雅圖的國王街車站、德國基爾的市政廳、澳大利亞的布里斯本市政廳、南非伊莉莎白港鐘樓、美國紐約的大都會人壽保險大樓、丹佛的丹尼爾－費雪塔（Daniels & Fisher Tower）、加州柏克萊加州大學校內的薩瑟鐘樓及賓州詹斯鎮聖本篤鐘樓等。
美國內華達州拉斯維加斯的威尼斯人酒店和澳门的澳门威尼斯人度假村酒店内各有一座聖馬可鐘樓的複製品，分别位于拉斯維加斯大道及金光大道旁。。

## 延伸閱讀
- Giulio Lorenzetti, Venezia e il suo estuario, Trieste, Edizioni Lint, 1963. ISBN 88-86179-24-3
- Giuseppe Tassini, Curiosità veneziane, Venezia, Filippi editore, 1988.
- AA.VV., Il campanile di San Marco - Il crollo e la ricostruzione, Milano, Silvana editoriale, 1992. ISBN 88-366-0399-8

## 外部連結
- Google地圖衛星影像